# Joan Vives Bellalta
Joan Vives Bellalta (Mataró, Maresme, 1 de juny de 1964) és un flautista de bec, professor d'història de la música i divulgador musical català.
Inicià la seva formació a l'Escola de música de Mataró. Estudià flauta de bec al Conservatori Superior Municipal de Música de Barcelona, amb Romà Escalas, obtenint per unanimitat els premis d'honor de "Grau professional" (1986) i "Grau superior" -Virtuosisme- (1988). Després rebrà classes dels flautistes Kees Boeke, Marieke Miessen, Baldrick Deerenberg, Walter van Hauwe, Pedro Memmelsdorf, Marion Verbruggen i Hans Martin Linde.
Va començar l'activitat concertística el 1980 amb diferents grups de cambra i orquestrals, particularment amb el Trio "Unda Maris" (1985-2003), realitzant concerts per Alemanya, Àustria, Itàlia, França, Andorra, i arreu de l'Estat Espanyol. També enregistraments discogràfics (EMI -Integral de la música de Joaquín Rodrigo-, La mà de guido -Obres d'Antonio de Cabezón- i altres segells independents...), radiofònics i per a Televisió. Menció d'honor en el "Concurs Permanent" de Joventuts Musicals d'Espanya (1982), 2n Premi a la "Muestra de Nacional de Música de Cámara" (1989). Actualment és integrant de diferents grups de cambra com "Els Ministrils" quartet de flautes de bec, “Quartet barroc de Sant Simó” o el "Trio barroc del cafè" entre altres col·laboracions diverses.
El 1981 crea la "Setmana de Música Antiga de Mataró" de la que n'és director artístic en l'actualitat.
El seu vessant de divulgador musical el porta, des del 1987, a fer gran quantitat de xerrades, conferències, cursos i seminaris, principalment a Catalunya. També, professor d'història de la música a l'Escola Superior de Cinema i Audiovisuals de Catalunya entre 1996 i 2020.
És locutor-redactor de Catalunya Música (emissora de la Corporació Catalana de Mitjans Audiovisuals) des de l'inici de les seves emissions el maig de 1987, on ha conduït programes diversos com El Gran Segle (de música antiga 1992-2019), programes d'entrevistes en profunditat com "A la manera de..." (1993-2003) i "Solistes" (2003-2019), les transmissions operístiques en directe (1989-2004), les transmissions dels Concerts de la temporada de l'OBC (des de 2004 fins a l'actualitat), a part de programes matinals diversos de continuïtat com el magazín "Tots els matins del món" (2017-2025).
El 2005 va obtenir la Medalla d'Honor de l'Ordre del Mèrit Cultural atorgada pel Ministeri de Cultura de la República de Polònia. Guardonat amb el Premi a la Recerca i difusió dins dels Premis Cultura de Mataró 2017. El 2018 també ha estat guardonat pels Premis de Ràdio Associació de Catalunya amb el Reconeixement a la trajectòria de més de 30 anys com a divulgador musical.